# Stadion Broodstraat
Het Stadion aan de Broodstraat was een voetbalstadion in de Belgische stad Antwerpen.

## Omschrijving
Van 1908 tot 1923 was het stadion de thuishaven van de Antwerpse voetbalclub Royal Antwerp FC. Voor het eerst in de geschiedenis van Royal Antwerp FC kreeg de club een tribune. Deze was 32 meter lang en bood plaats voor 350 personen.
In 1920 vonden in dit stadion de meeste wedstrijden plaats van de voetbalcompetitie tijdens de Olympische Zomerspelen van 1920 in Antwerpen.
Olympisch Stadion · Royal Beerschot Tennis & Hockey Club · Stadion Broodstraat · Garden City Velodroom · IJspaleis · Merksem · Middelheimpark · Nachtegalenpark · Schietbaan Kiel · Zoo van Antwerpen · Zwemstadion · Dudenparkstadion · Hoogboom Country Club · Jules Ottenstadion · Kamp van Beverlo · Oostende · Tuin van het Egmontpaleis · Wellingtonrenbaan · Zeekanaal Brussel-Schelde · Buiten-IJ